# Antonio Ojeda Escobar
Antonio Ojeda Escobar (Escacena del Campo, Huelva, 24 de diciembre de 1941) es un político y notario español del PSOE. Fue senador por Jaén, consejero de Interior de la Junta Preautonómica de Andalucía, Vicesecretario y posteriormente Presidente del PSOE de Andalucía y Decano del Ilustre Colegio Notarial de Andalucía, cargo del que dimitió en 2011.

## Biografía
Se licenció en Derecho por la Universidad de Sevilla, donde fue delegado de curso durante dos años. Participó activamente en el movimiento estudiantil universitario como miembro de la Asamblea de Delegados de Derecho y fue uno de los impulsores del Sindicato Democrático de Estudiantes Universitarios. En 1960 se unió a la Izquierda Demócrata Cristiana, liderada por el catedrático Manuel Giménez Fernández.
Tras finalizar sus estudios, ingresó en el cuerpo de notarios a los 25 años. Ejerció primero en Zaragoza durante tres años y, desde 1971, en las localidades jiennenses de Villacarrillo y Úbeda.
En 1977, durante la campaña electoral a las Cortes Constituyentes, se afilió al PSOE de Jaén, donde ocupó diversos cargos orgánicos a nivel provincial y regional. En 1979 fue elegido vicesecretario regional del Partido Socialista Obrero Español.
En las elecciones de 1979 resultó elegido senador por Jaén en las listas del PSOE. En el Senado ejerció como portavoz del Grupo Parlamentario Socialista. Ese mismo año fue nombrado consejero de Interior del segundo Gobierno preautonómico de Andalucía por el presidente Rafael Escuredo.
Desde este cargo fue responsable de la organización del referéndum del 28 de febrero de 1980, mediante el cual Andalucía accedió al proceso autonómico por la vía del artículo 151 de la Constitución. También coordinó el referéndum del 20 de octubre de 1981, en el que se ratificó el Estatuto de Autonomía de Andalucía, y las primeras elecciones al Parlamento andaluz en 1982.
En esos comicios lideró la lista del PSOE por Jaén, fue elegido diputado y posteriormente elegido presidente del primer Parlamento de Andalucía, cargo que ocupó hasta 1986. En ese año encabezó la candidatura del PSOE por Jaén al Congreso de los Diputados y fue elegido diputado, aunque un año después renunció al escaño y abandonó la vida política activa.
Tras su retirada política, retomó su carrera como notario en Huelva y, desde 1988, en Sevilla. En 1998 fue nombrado presidente del Consejo de Administración de la Universidad Pablo de Olavide y, en 2004, presidente de su Consejo Social. En 2001 fue elegido decano del Colegio Notarial de Sevilla y, en 2005, vicepresidente del Consejo General del Notariado.

## Vida personal
Escobar está casado y tiene una hija llamada Cristina Ojeda.